# Aetheometra iconoclasis
Aetheometra iconoclasis là một loài bướm đêm trong họ Geometridae.